# Ljuba
Ljuba es un pueblo ubicado en la municipalidad de Šid, en el distrito de Sirmia, Serbia.

## Superficie
Posee una superficie de 15,11 kilómetros cuadrados.

## Demografía
Hasta 2011 la población era de 446 habitantes, con una densidad de población de 29,52 habitantes por kilómetro cuadrado.